# Opal (бронетранспортер)
Opal -I — це багатоцільовий повністю десантний бронетранспортер, розроблений і вироблений компанією HSW SA в Польщі. APC є розробкою MT-LB, яка вироблялася в HSW за ліцензією. Основні зміни: перероблена носова частина та встановлені гвинти для кращої плаваючої швидкості та маневреності, нова вежа з 12,7 мм кулемет НСВТ замість старого з 7,62 ПКТ і форсованим двигуном. Opal -II — це розтягнутий варіант з довшим шасі з 7 опорними колесами з кожного боку, як 2S1 і MT-LBu і 300 к.с. (220 кВт) двигун SW680T.

## Варіанти

### WPTMors
(WPT для Wóz Pogotowia Technicznego - літ. Technical Support Vehicle) — броньована евакуаційно-ремонтна машина з легким краном, гідравлічним бульдозером, зварювальним обладнанням і системою виявлення NBC. Машина є основною машиною підтримки механізованих батальйонів, оснащених БМП-1 у Сухопутних військах Польщі.

### TRIHors
(TRI для Transporter Rozpoznania Inżynieryjnego - літ. Engineering Reconnaissance Vehicle) - інженерна машина з основним обладнанням. На озброєнні Сухопутних військ Польщі.

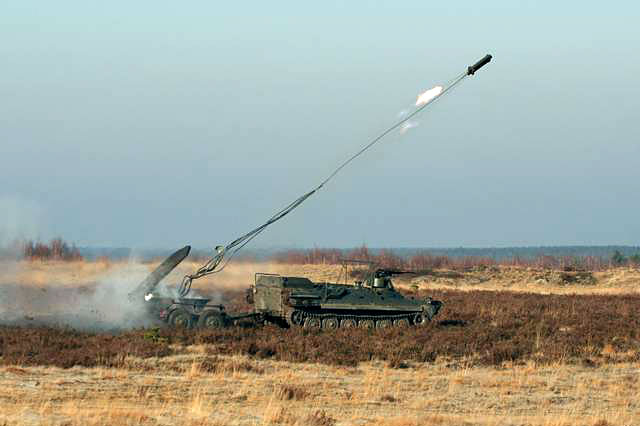
Система розмінування «Durian» УЗР-3

### TRI-DDurian
Це TRI Hors, додатково оснащений причепною системою розмінування УЗР-3. На озброєнні Сухопутних військ Польщі.

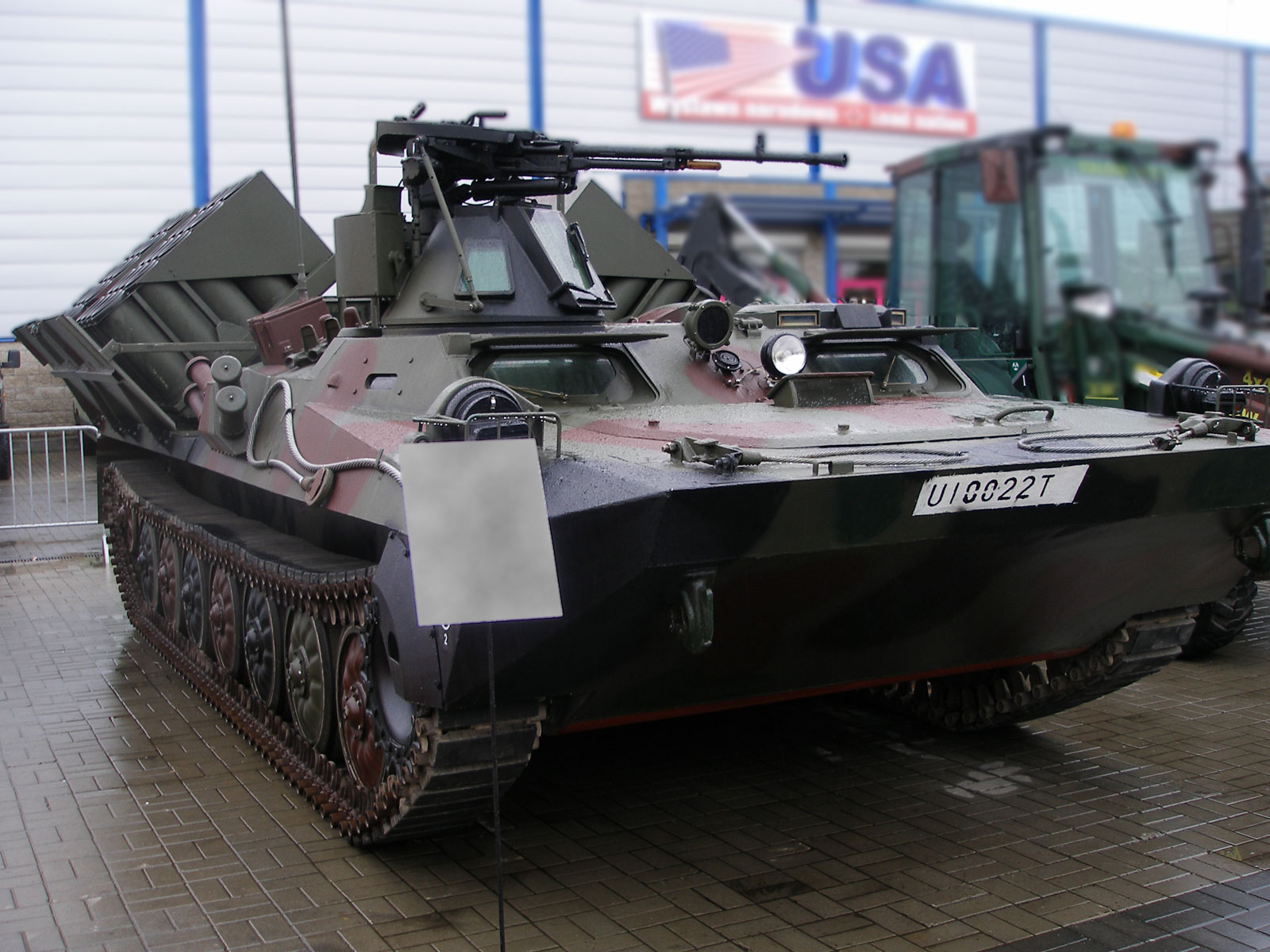
Kroton

### ІСМKroton
(ISM для Inżynieryjny System Minowania – літ. Інженерна мінна система (Kroton — польська Кротон) — інженерна машина на базі Opal -II із системою розсіювання мін UMN, встановленою на вантажній платформі. УМН складається з 4 пускових установок, кожна з яких має 20 пускових контейнерів для протипіхотних або протитанкових мін. ISM має екіпаж з 2 осіб і бойову вагу 15,25 тонни. Він надійшов на озброєння Сухопутних військ Польщі в 2004 році.

### WEMLotos
Броньована машина швидкої допомоги. На озброєнні Сухопутних військ Польщі.

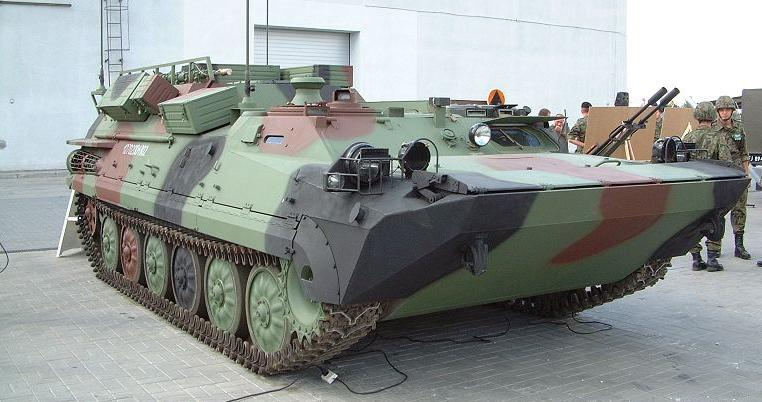
Łowcza-3

### ZWD-10RŁowcza-3
(ZWD для Zautomatyzowany Wóz Dowodzenia – літ. Automatic Command Vehicle) - командна машина протиповітряної оборони на базі Opal -I, оснащена системою Łowcza. Десантне відділення машини вище, ніж у стандартної машини. Також відомий як LA-3. Автомобіль використовується Сухопутними військами Польщі.

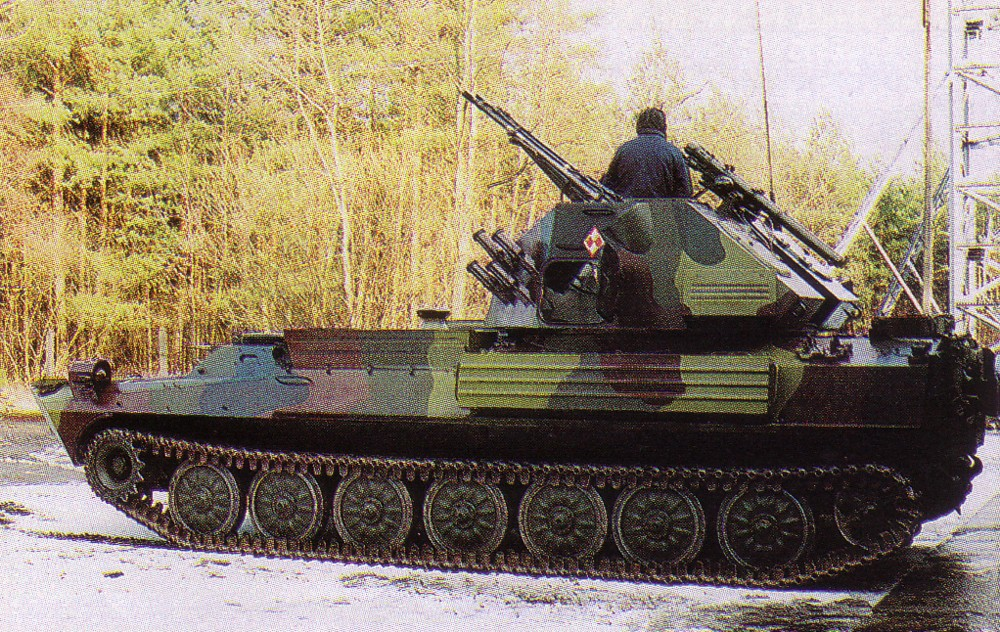
Sopel

### LSPZRASopel
(LSPZRA від lekki samobieżny przeciwlotniczy zestaw rakietowo-artyleryjski – літ . легка, самохідна, зенітна, комбінована гарматно-ракетна система; Sopel – польськ. Бурулька) – варіант протиповітряної оборони, озброєний здвоєною 23 мм гармати та дві ракети земля-повітря 9М32М «Стріла-2М». Машина призначена як засіб протиповітряної оборони механізованих підрозділів. Тільки прототип.

### LSPZRAStalagmit
(Stalagmit польською мовою означає Stalagmite) - розробка Sopel на базі Opal -II, озброєна вежею ELOP з двома 23 мм гарматами Model-4216 і 4 ракети земля-повітря Grom. Цей варіант був оснащений більш досконалими системами наведення. Тільки прототип.

### Bor
Машина постачання боєприпасів артилерійських підрозділів. Тільки прототип.